# Handball Hazebrouck 71
Maillots
Actualités
Le HB Hazebrouck 71 est un club de handball basé à Hazebrouck. L'équipe masculine, qui a évolué en Pro D2 lors de la saison 2009-2010, oscille depuis entre la Nationale 1 et la Nationale 2. L'équipe masculine évolue en Nationale 1 Élite pour la saison 2024-2025 et l'équipe féminine Nationale 2.

## Histoire
Le club est créé en 1971 par Bernard Micolon, conseiller pédagogique en éducation physique à Hazebrouck, sous le nom d'AL Hazebrouck. En 1987, les statuts sont modifiés et le club devient le HandBall Hazebrouck 71 (HBH71). Les filles évoluent cette saison-là en Nationale 2, entrainées par Jean Luc Arassus et y resteront deux saisons. Les garçons eux sont en Nationale 3.
En 2008, l’équipe masculine qui évolue depuis de nombreuses années en Nationale 2 obtient son accession en Nationale 1, le 3e niveau du handball français. Une récompense pour le président Bernard Micolon, qui est porté en triomphe par les joueurs, mais qui malheureusement ne les verra pas jouer à ce niveau, car il meurt en juillet 2008.
Laurent Olivier, ancien joueur et membre du bureau directeur lui succède.
En 2009, l’équipe termine 1re de sa poule de Nationale 1 et gagne sa place en Pro D2. 12e et premier relégué lors de la saison 2009-2010, le club retrouve immédiatement la N1.
En 2018, la section féminine termine 2e de sa poule de Nationale 2 et accède pour la première fois la Nationale 1. Le club retrouve toutefois la N2 pour la saison 2019-2020.

## Bilan saison par saison

### Section masculine
| Saison    | Div    | Classement                                         | Coupe de France                                    |
| --------- | ------ | -------------------------------------------------- | -------------------------------------------------- |
| 2015-2016 | Nat. 2 | 4e de la poule 3                                   | 3etour                                             |
| 2016-2017 | Nat. 2 | 1e de la poule 3                                   | 2etour                                             |
| 2017-2018 | Nat. 1 | 7e de la poule 2                                   | 1/32e                                              |
| 2018-2019 | Nat. 1 | 7e de la poule 2                                   | 1/32e                                              |
| 2019-2020 | Nat. 1 | 6e de la poule 3                                   | 1/32e                                              |
| 2020-2021 | Nat. 1 | Saison annulée à cause de la pandémie de Covid-19. | Saison annulée à cause de la pandémie de Covid-19. |
| 2021-2022 | Nat. 1 | 1e de la poule 3                                   | -                                                  |
| 2022-2023 | Nat. 1 | 7e de la poule Élite                               | -                                                  |
| 2023-2024 | Nat. 1 | 7e de la poule Élite                               | 1/4                                                |
| 2024-2025 | Nat. 1 | A venir                                            | A venir                                            |

## Effectif actuel

### Effectif masculin
| N° | Poste | Nom               | Date de naissance | Taille | Arrivée | Club précédent              | Sélection  |
| -- | ----- | ----------------- | ----------------- | ------ | ------- | --------------------------- | ---------- |
| 12 | GB    | Anthony Carette   | 8 juillet 1985    | 1,93 m | 2008    | Dunkerque HGBL              | -          |
| 25 | ALG   | Théo Hurez        | 21 mars 2000      | 1,87 m | 2018    | Formé au club               | -          |
| 59 | ALG   | Jonathan N'Goma   | 23 juin 1997      | 1,80 m | 2019    | Dunkerque HGBL              | France U19 |
| 5  | ALD   | Romain Boveron    | 24 octobre 1996   | 1,86 m | 2002    | Formé au club               | -          |
| 99 | ALD   | Rodrigue Dereppe  | 30 avril 1999     | 1,82 m | 2019    | HBC Saint-Polois            | -          |
| 15 | DC    | Clément Carbon    | 6 mars 1991       | 1,78 m | 2016    | ESM Gonfreville l'Orcher HB | -          |
| 3  | ARG   | Edwin Boitte      | 5 octobre 1993    | 1,93 m | 2017    | Saint-Marcel Vernon HB      |            |
| 11 | ARG   | Jérôme Hoarau     | 4 août 1995       | 1,95 m | 2018    | JS Cherbourg                | -          |
| 8  | ARD   | Mehdi Aït Blal    | 11 octobre 1993   | 1,86 m | 2019    | EHC Tournai                 | -          |
| 9  | ARD   | Jérôme Beun       | 23 novembre 1990  | 1,90 m | 2009    | Formé au club               | -          |
| 4  | PVT   | Rémy Poulain      | 18 novembre 1996  | 1,84 m | 2015    | Dunkerque HGBL              | -          |
| 13 | PVT   | Julien Dupond     | 12 mars 1984      | 1,97 m | 2012    | Lanester HB                 | -          |
| 27 | PVT   | Igor Pasternatzky | 1er août 1998     | 1,92 m | 2019    | Caen Handball               | -          |
| 50 | PVT   | Baptiste Capelle  | 8 juin 2002       | 1,98 m | 2022    | Dunkerque HGBL              | -          |

## Palmarès
- Vice-champion de France de Nationale 3 en 1989[1]
- 1er de sa poule de Nationale 2 en 2008 et 2017
- 1er de sa poule de Nationale 1 en 2009